# Rhizanthella omissa
Rhizanthella omissa är en orkidéart som beskrevs av David Lloyd Jones och Mark Alwin Clements. Rhizanthella omissa ingår i släktet Rhizanthella och familjen orkidéer.
Artens utbredningsområde är Queensland. Inga underarter finns listade i Catalogue of Life.